# 拉沙佩勒圣洛里安
拉沙佩勒圣洛里安（法語：La Chapelle-Saint-Laurian，法語發音：[la ʃapɛl sɛ̃ loʁjɑ̃]）是法国安德尔省的一个市镇，位于该省东北部，属于伊苏丹区。

## 地理
拉沙佩勒圣洛里安（47°3'44"N, 1°46'59"E）面积9.82 平方千米，位于法国中央-卢瓦尔河谷大区安德尔省，该省份为法国中部省份，北起卢瓦-谢尔省，西北接安德尔-卢瓦尔省，西南接维埃纳省，南至克勒兹省和上维埃纳省，东临谢尔省。
与拉沙佩勒圣洛里安接壤的市镇（或旧市镇、城区）包括：丰特奈、吉利、利涅、圣弗洛朗坦、瓦唐。

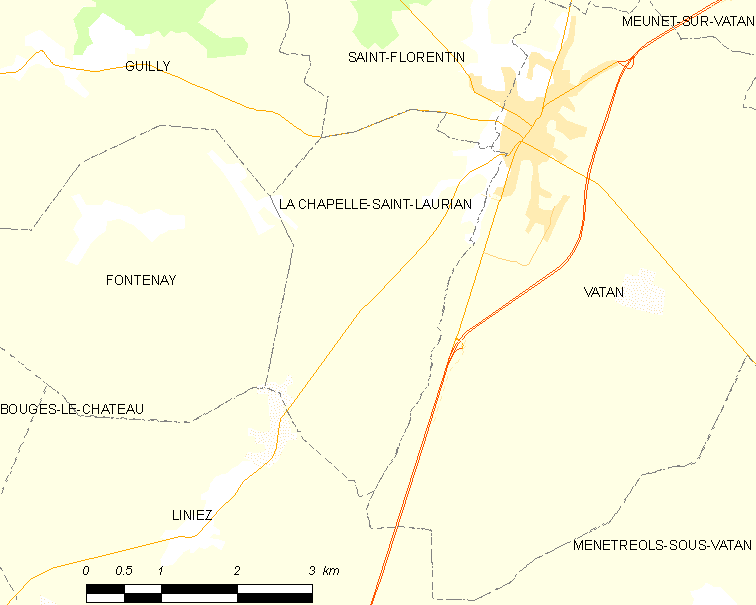
拉沙佩勒圣洛里安的OSM定位图

拉沙佩勒圣洛里安的时区为UTC+01:00、UTC+02:00（夏令时）。

## 行政
拉沙佩勒圣洛里安的邮政编码为36150，INSEE市镇编码为36041。

## 政治
拉沙佩勒圣洛里安所属的省级选区为勒夫鲁县。

## 人口

1962-2008年间拉沙佩勒圣洛里安人口变化图示

拉沙佩勒圣洛里安于2022年1月1日时的人口数量为136人。